# Oscar Brockett
Oscar Brockett (geboren am 18. März 1923 in Hartsville, Tennessee; gestorben am 7. November 2010 in Austin, Texas) war ein US-amerikanischer Theaterwissenschaftler und Universitätsprofessor.

## Leben
Oscar Brockett stammte aus dem ländlichen Bundesstaat Tennessee; seine Eltern waren Tabak-Farmer. Seinen Bachelor’s Abschluss bekam er von der Peabody College und setzte seine Studien an der Stanford University fort, wo er zum Magister spondiert und zum Doktor promoviert wurde.
Erste Erfahrungen als Hochschuldozent machte er an der University of Iowa, University of Indiana, University of Southern California und schließlich Bristol University in England. 1963 kam er an die University of Bloomington, Illinois, wo er 15 Jahre blieb. Die Universität, mit der er sich endgültig identifizierte und deren Theaterfakultät er am stärksten prägte, war die University of Texas in Austin. Dort war Brockett Dekan der College of Fine Arts von 1978 bis 1980, dann Professor und Vorsitzender des Doktoratsprogramms in der Department of Theatre and Dance von 1980 bis 2006.

## Werk
Im anglo-amerikanischen Raum galt Brockett über zwei Generationen als der bekannteste Theaterhistoriker. Die Auflagen und Verkaufsstatistiken seines Lehrbuchs, History of the Theatre, schlugen jede Konkurrenz und galten an vielen Universitäten als Standardlektüre. In seinen Werken beschäftigte er sich vor allem mit den technischen Details der Theaterproduktion, des Bühnenbilds und der Theatertechnik; er verstand sich nicht als Literaturwissenschaftler. Sein Ansatz unterschied sich von dem seiner Vorgänger und Kollegen, die in vielen Fällen aus den Sprachwissenschaften (Anglistik, Germanistik usw.) hervorgegangen waren.
Brockett wurde von zahlreichen Forschungseinrichtungen und Stiftungen ausgezeichnet, darunter die John Simon Guggenheim Memorial Foundation und die Fulbright Foundation. Er erhielt mehrere Ehrendoktorate. Er war Fellow of the American Theatre at the Kennedy Center und Rezipient vieler Auszeichnung von theaterwissenschaftlichen Verbänden.

## Monographien
- Satire in English Drama, 1590–1603

Dissertation, Stanford University 1953.
- The Theatre: An Introduction

Erste Auflage New York 1964.
- History of the Theatre (11. Auflage erschien 2017)

Erste Auflage erschien Boston 1968, mehr als 20 Übersetzungen, darunter Farsi.
- The Essential Theatre

Erste Auflage New York 1976.
- Century of Innovation: A History of European and American Theatre and Drama Since the Late Nineteenth Century

Zusammen mit Robert Findlay
- Modern Theatre: Realism and Naturalism to the Present

Erste Auflage Boston 1982.
- World Drama

Erste Auflage New York 1984.
- Making the Scene: A History of Stage Design and Technology in Europe and the United States

Zusammen mit Margaret Mitchell und Linda Hardberger
Erste Auflage San Antonio 2012.

## Herausgeberschaft
- Theatre Journal

Die traditionsreiche Zeitschrift erscheint vierteljährlich seit 1949
- Theatre and Drama Series

Eine Reihe der UMI Research Press.
| Personendaten    | Personendaten                                                      |
| ---------------- | ------------------------------------------------------------------ |
| NAME             | Brockett, Oscar                                                    |
| ALTERNATIVNAMEN  | Brockett, Brock                                                    |
| KURZBESCHREIBUNG | US-amerikanischer Theaterwissenschaftler und Universitätsprofessor |
| GEBURTSDATUM     | 18. März 1923                                                      |
| GEBURTSORT       | Tennessee                                                          |
| STERBEDATUM      | 7. November 2010                                                   |
| STERBEORT        | Austin, Texas                                                      |